# Distretto di Namayingo
Il distretto di Namayingo è un distretto dell'Uganda, situato nella Regione orientale.